# 아바르
아바르(Avars)는 5~9세기에 중앙 유럽, 동유럽에서 활약했던 기원이 불분명한 유라시아 유목민들의 연맹체였다. 동로마 제국이 아바르 카간국과 동맹일 때 돌궐이 아바르족들을 "튀르크에 예속되어 있던" 이라고 비판한 것을 보아 몽골에 있던 유연인들과 연관된다. 몽골에서부터 서쪽으로 이주하여 중앙 유럽 및 동유럽에 이르는 넓은 영토의 국가를 건설했다. 동로마 제국과의 전쟁에서 패해 쇠퇴했으며 카롤루스 대제의 프랑크 왕국에게 멸망하였다.

## 기원 및 출현
아바르족은 6세기 중반 처음 출현했으며, 카프카스 지역, 판노니아 평원 일대에서 동로마 제국의 유스티니아누스 1세의 사주를 받고 그 지역에 거주하던 유목민족들을 공격했으며, 당시 동유럽을 장악하고 있던 슬라브족들을 정복하며 유럽 서쪽으로 영토를 넓혀 나갔다. 이들은 출현한지 얼마되지 않아 캅카스에서 프랑크 왕국과 국경을 맞닿을 정도로 넓은 세력을 구축하게 되었다.
이들의 기원은 확실치 않으나, 몽골에 있던 유연과 관련이 있는 것으로 보이며 아바르 카간국이 동로마 제국과 동맹 협약을 맺은 것을 알게 된 돌궐 측에서 분노하여 동로마 제국을 공격했던 사실을 볼 때 당시 중앙아시아에서 동아시아에 이르는 넓은 제국을 건설했던 돌궐과 적대관계였을 것으로 추측된다. 이러한 기록과 아바르 카간국에서 발견되는 유골로 인해 역사학자들은 유연이 돌궐에게 패한 후 그 일부가 남시베리아를 지나서 6세기경 현재의 불가리아와 도나우 평원지대에 정착했다고 보기도 한다.
판노니아의 옛 아바르족은 일찍이 중앙아시아와 캅카스지역에서 서진한 훈족과 에프탈과 밀접한 부족으로 이해를 하기도 하며 인도유럽어족에서 많은 부족들이 동화, 분화됨에 서서히 북캅카스어족 민족들에 동화되는 과정에 진행하였던 것을 알 수 있다. 6세기에서 대략 9세기까지 존속한 마지막 스키타이 유목민으로 보아야 한다는 점에서 그 의의가 있다. 현재 알려진 카프카스 아바르족은 다게스탄공화국과 체첸공화국 등지에 널리 퍼져 살고 있고 캅카스족에 속하지만 고대 판노니아의 아바르족과는 다르며, 크게 상관이 없는 것으로 알려지고 있다.
오늘날 카프카스에 거주하는 소규모의 아바르 집단이 유럽 아바르로 알려지고 있다. 또한 일부 러시아 학자들은 아바르족이 캅카스에서부터 유럽을 공격할 때 그 일부가 다게스탄에 사리르 왕국(캅카스 아바르족의 첫 국가)을 세운 것으로 주장하기도 한다. 하지만 판노니아의 아바르인들과 현재 캅카스 아바르족의 관계는 여전히 불명확하며, 그래서 대다수 학자들은 역사적 연관이 분명하지 않은 것으로 이야기하기도 한다. 그리고 현재 카프카스의 아바르족들은 판노니아의 아바르족이 아니다.

## 유럽 정복 및 멸망
동유럽 판노니아(현재의 헝가리)에 이주한 아바르족은 세력이 확대되자, 동로마 제국과의 우호 관계를 청산하고 전쟁을 벌이기 시작했다. 582년부터 아바르족의 바얀 1세는 동로마를 공격했고, 사산 왕조와 전쟁을 치르고 있던 동로마 측은 이 공세에 몹시 고전하였다. 그러나 동로마 측은 아바르족의 침략을 584년에는 아드리아노폴리스에서, 601년에는 티사 강에서 가까스로 막아낼 수 있었고, 아바르족의 공세는 한동안 멎어들게 된다.
그러나 얼마 후 사산 왕조가 동로마와의 전쟁에서 결정적인 승기를 잡게 되자, 아바르족 또한 사산 왕조와 동맹을 맺고 비잔티움에 대한 공세를 재개하였다. 동로마 측은 콘스탄티노폴리스까지 밀려났고, 아바르족과 사산 왕조의 연합군은 626년 콘스탄티노폴리스를 공격하여 전쟁을 끝내고자 하였다. 그러나 페르시아의 군대는 동로마 함대의 해상 봉쇄에 막혀 보스포루스 해협을 건너지 못해 성을 공격할 수 없었고, 유목 민족인 아바르족은 성을 함락할 만한 역량을 갖추고 있지 못했다. 결국 연합군은 대패함으로써 전쟁은 큰 반전을 맞게 되고, 사산 왕조와 아바르족은 동로마의 공세에 더불어 각각 이슬람 제국과 프랑크 왕국에 의해 양면에서 공격을 받게 되면서 각각 멸망과 쇠퇴의 길로 접어든다.
국력이 쇠약해진 아바르족은 주변 국가의 공격에 대응하지 못함은 물론, 내부 반란에 직면했다. 제국 서부에서는 프랑크족 출신 인물이었던 사모가 슬라브족을 규합하여 사모 왕국을 건설하고 독립을 선포했으며, 동쪽에서는 지배하에 있던 불가르 족이 독립해나갔다. 아바르족에게 이를 막을 국력은 남아있지 않았으며, 더 이상 주변 국가에도 위협이 되지 못했다.

## 소멸
아바르어는 튀르크계 언어에 속했을 것이라고 추정되며, 그 외 아바르 카간국에게 점령된 슬라브인들은 원시 슬라브어를 사용했을 것으로 추정된다. 국력이 쇠퇴한 이후에도 아바르족은 약 150년 정도를 존속했으나, 새롭게 프랑크 왕국의 왕으로 즉위한 카롤루스 대제의 팽창 정책은 아바르족의 존속에 결정타를 안겼다. 프랑크 왕국은 791년부터 아바르족을 공격하기 시작했으며, 795년에는 피핀이 대대적인 아바르 카간국을 공격하여 아바르 카간국은 쇠퇴한다. 아바르족은 곧 프랑크 왕국에 항복했으며, 얼마 안 가 반란을 일으켰지만 진압당함으로써 아바르족의 국가는 실질적으로 멸망한다. 멸망 후에도 아바르족은 영토 내에 존속하고 있었으나, 동쪽에서 불가르족이 이들을 공격함으로써 아바르족은 뿔뿔이 흩어지거나 불가르족에게 동화된다. 아바르족에 대한 기록은 9세기 말 경을 끝으로 역사에 나타나지 않는데, 아바르족은 훈족과 에프탈의 멸망 이후 그 땅을 점유하여 옆의 프랑크족과 대치하다가 프랑크족 등에게 일부가 동화되었으며 그 이후에도 그 일부 민족들이 존재했으나 모두 동화되었다.

## 같이 보기
- 세케이인